# Ira Sachs
Ira Sachs (Memphis, 21 novembre 1965) è un regista, sceneggiatore e produttore cinematografico statunitense.

## Biografia
Nato a Memphis, Tennessee, si trasferisce a New York dopo la laurea in Lettere e Teoria del Cinema presso la Yale University. Dopo aver beneficiato di una borsa di studio nel 1999, Sachs diventa professore del programma MFA della Columbia University School of Film, e consulente creativo presso il Sundance Director's Lab.
Inizia la sua attività nel mondo del cinema verso la fine degli anni novanta, lavorando come assistente regista per il film Che mi dici di Willy?. Debutta alla regia con il cortometraggio Lady. Dopo altri lavori, nel 2005 vince il Gran premio della giuria: U.S. Dramatic al Sundance Film Festival per Forty Shades of Blue.
Nel 2007 dirige il drammatico Arsenico e vecchi confetti, con un cast che comprende Patricia Clarkson, Chris Cooper, Rachel McAdams e Pierce Brosnan. Nel gennaio del 2012 presenta al Sundance Film Festival il film Keep the Lights On, che successivamente vince il Teddy Award al Festival di Berlino.
Sachs è ebreo e apertamente gay. 
Dal 2012 è sposato con il pittore Boris Torres. Sono genitori di due gemelli; Felix e Viva.

## Filmografia

### Regista
- Lady (1994) - Cortometraggio
- The Delta (1996)
- Boy-Girl, Boy-Girl (1996)
- Underground Zero, segmento Untitled (2002)
- Forty Shades of Blue (2005)
- Arsenico e vecchi confetti (Married Life) (2007)
- Last Address (2010) - Cortometraggio
- Keep the Lights On (2012)
- I toni dell'amore - Love Is Strange (Love Is Strange) (2014)
- Little Men (2016)
- Frankie (2019)
- Passages  (2023)
- Peter Hujar's day (2025)